# Vaginulinopsis
Vaginulinopsis es un género de foraminífero bentónico de la subfamilia Marginulininae, de la familia Vaginulinidae, de la superfamilia Nodosarioidea, del suborden Lagenina y del orden Lagenida. Su especie tipo es Vaginulina soluta. Su rango cronoestratigráfico abarca el Rhaetiense (Triásico superior).

## Discusión
Algunas clasificaciones incluyen Vaginulinopsis en la Familia Marginulinidae.

## Clasificación
Se han descrito numerosas especies de Vaginulinopsis. Entre las especies más interesantes o más conocidas destacan:
- Vaginulinopsis carinata †
- Vaginulinopsis clifdenensis †
- Vaginulinopsis gnamptina †
- Vaginulinopsis hochstetteri †
- Vaginulinopsis hutchinsoni †
- Vaginulinopsis interrupta †
- Vaginulinopsis mokauensis †
- Vaginulinopsis recta †
- Vaginulinopsis soluta †
- Vaginulinopsis spinulosa †
- Vaginulinopsis sublegumen †
- Vaginulinopsis tasmanica †
- Vaginulinopsis zeacarinata †

Un listado completo de las especies descritas en el género Vaginulinopsis puede verse en el siguiente anexo.